# جورج مورتون راندال
جورج مورتون راندال (بالإنجليزية: George Morton Randall)‏ هو عسكري أمريكي، ولد في 8 أكتوبر 1841 في كونو في الولايات المتحدة، وتوفي في 14 يونيو 1918 في دنفر في الولايات المتحدة.